# Colley à poil court
Le colley à poil court est une race de chien de berger née en Écosse et sélectionnée en Angleterre au XIXe siècle.
Le colley à poil court est parfois considéré comme une simple variante du colley à poil long, ou comme une race à part entière.

## Tempérament
Le colley à poil court est un chien facile à éduquer et idéal pour la vie de famille. Il s'entend généralement bien avec les autres animaux et ses congénères. Ce chien intelligent aime plaire à son maître, et demande une éducation en douceur. 
Il peut être très vocal, faisant de lui un bon gardien. Les colleys sont des chiens agiles et actives, et ont besoin d'exercice régulier (balade, agility, ou autres sports canins).